# Кристиан Вагнер (награда)
Литературната награда „Кристиан Вагнер“ (на немски: Christian-Wagner-Preis) е учредена през 1990 г. от Дружество Кристиан Вагнер в Леонберг, Баден-Вюртемберг. По правило отличието се присъжда „за лирическа творба, която съответства на духа и делото на немския писател Кристиан Вагнер“.
Наградата се присъжда на всеки две години и е в размер на 10 000 €.

## Носители на наградата (подбор)
- Карл Микел (1998)
- Фридерике Майрьокер (2000)
- Освалд Егер (2006)
- Вулф Кирстен (2008)
- Хелга М. Новак (2010)
- Луц Зайлер (2012)
- Кито Лоренц (2016)